# 동유

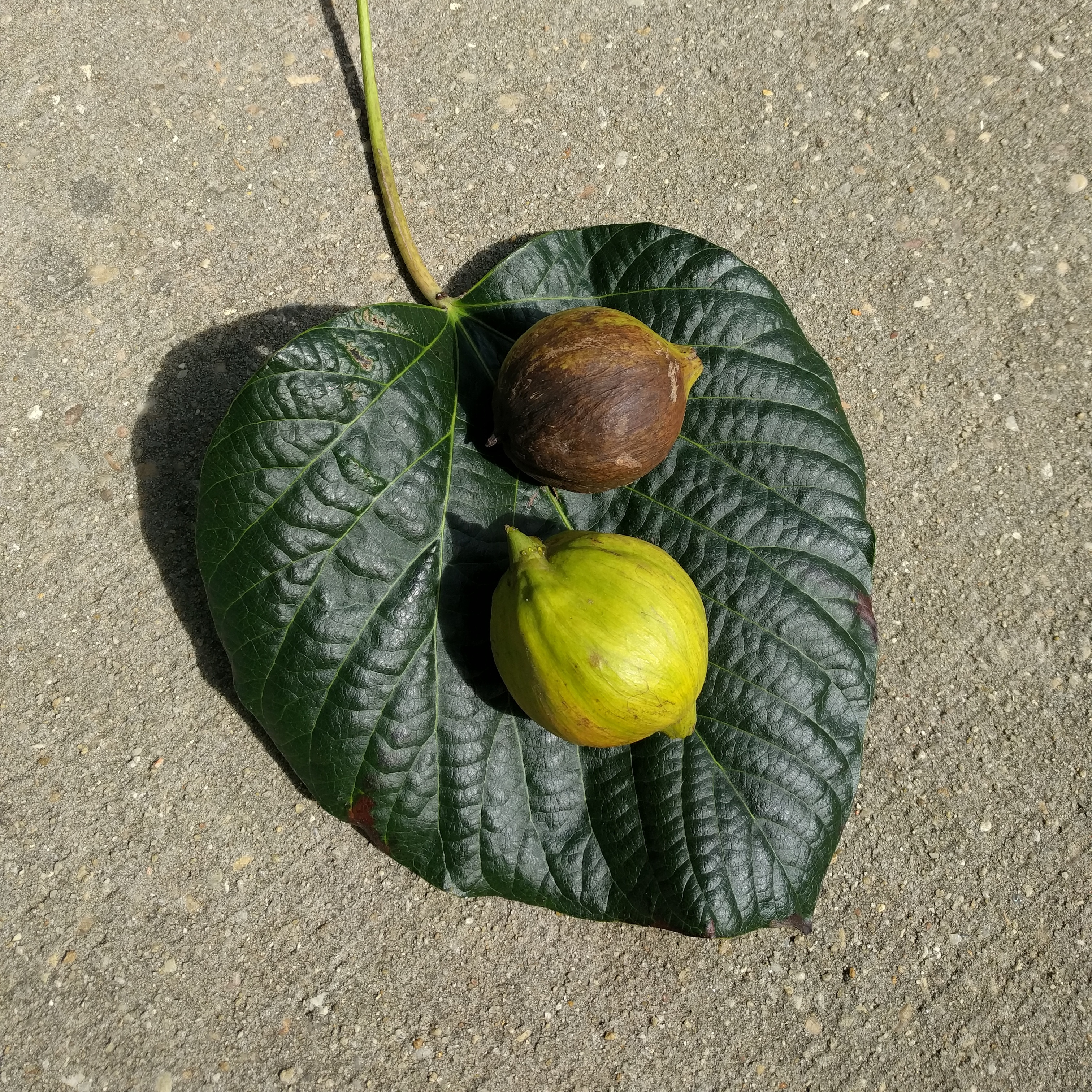
유동나무의 잎과 열매

동유(tung oil)는 유동나무 열매의 씨를 압착함으로써 얻은 건성유이다. 동유는 중합 과정을 통해 공기에 노출되어 굳혀지며 이렇게 하여 생기는 코팅 부분은 투명하다.
유동나무는 중국 남부에서 기원하였으며 동유를 목적으로 경작되긴 했으나 경작 시기는 미상이다.

## 같이 보기
- 유동나무
- 아마인유